# Убежище (фильм, 2007)
«Убежище» (англ. Shelter) — американский фильм 2007 года, дебютная работа в качестве автора сценария и режиссёра Йона Марковица.

## Сюжет
Зак — 22-летний молодой человек, который мечтает поступить в художественный колледж, но вместо этого ему приходится работать, поддерживая свою семью. Его отец болен, мать давно умерла, у него есть сестра Дженни и племянник Коди, которому он приходится практически отцом. Его сестра не слишком-то думает о сыне и не очень разборчива в выборе парней, которые меняются чуть ли не каждую неделю. Коди считает своим отцом Зака, который проводит с ним больше времени, чем его мать.
Зак подрабатывает поваром в ресторане быстрого питания, а в свободное время занимается сёрфингом. Он любит рисовать, и это у него неплохо получается. У него есть девушка Тори, но ему приходится всё время тратить на заботу о семье, поэтому он уделяет Тори мало времени, из-за чего они часто ссорятся.

Шон, Коди, Зак и Тори

Многое меняется, когда в город приезжает Гейб, бывший одноклассник Зака и его лучший друг. Его семья намного богаче, он учится в престижном учебном заведении и постоянно устраивает вечеринки, но это не сильно отражается на их дружбе. Вскоре в город приезжает Шон — старший брат Гейба, который работает сценаристом в Голливуде. Причина его приезда — творческий кризис, который он решил преодолеть в более тихом месте. Шон открытый гей, и его семья, да и практически все знают об этом.
Первая за долгие годы встреча Зака и Шона происходит на пляже, где они вместе занимаются сёрфингом. У них всегда были хорошие отношения, ведь именно Шон учил Зака кататься. Но сейчас между ними завязывается дружба. Несколько дней спустя Шон приглашает Зака в свой дом, где они напиваются и целуются. Это очень сильно влияет на Зака. На следующий день сестра говорит ему, чтобы он не встречался с Шоном, так как тот гей, неосознанно подозревая, к чему может привести их общение. Она просит брата, чтобы он не проводил много времени с Шоном и не приводил Коди к нему домой.
Тем не менее, Заку предстоит понять свои чувства и осознать, что он тоже гей. Вначале он отрицает это и пытается избегать Шона, но не может забыть об их поцелуе и через некоторое время приезжает к Шону домой, где они вместе проводят ночь. Между ними завязываются романтические отношения.
Тем временем Дженни получает работу в другом городе, условием которой, по её словам, является отсутствие детей. Она предлагает Заку присматривать за Коди в течение как минимум полугода, так как взять сына с собой она не может, да и её новый парень не хочет жить вместе с ребёнком. Всё это влияет на Зака, ведь он многим пожертвовал ради семьи, а теперь сестра бросает и его, и Коди. Он срывается на Шоне, и они перестают встречаться.
Шон, несмотря на это, поддерживает Зака в его стремлении получить художественное образование и отправляет документы на поступление без его ведома. В итоге Зак получает сообщение о зачислении со стипендией. На берегу он встречается с Тори, которая говорит ему, что давно всё поняла: они с Шоном подходят друг другу. Он приходит домой к Шону, и они мирятся. Потом они едут к Заку домой, чтобы сообщить, что вместе уезжают в Лос-Анджелес и хотят увезти Коди с собой: они вместе позаботятся о нём лучше, чем Дженни. Понимая, что выбора у неё нет, она соглашается. В финальной сцене Зак, Шон и Коди втроем проводят время на пляже, как обычная семья.

## В ролях
| Актёр        | Роль   |
| ------------ | ------ |
| Тревор Райт  | Зак    |
| Брэд Роу     | Шон    |
| Тина Холмс   | Дженни |
| Джексон Верт | Коди   |
| Росс Томас   | Гейб   |
| Кэти Уолдер  | Тори   |

## Награды
Фильм получил следующие награды:
- GLAAD Media Awards — Выдающийся фильм, 2009 год
- ЛГБТ-кинофестиваль в Сиэтле — Лучший режиссёр-дебютант (Йон Марковиц), 2007 год
- ЛГБТ-кинофестиваль в Сиэтле — Лучший сценарий, 2007 год
- Квир-кинофестиваль в Ванкувере — Приз зрительских симпатий за лучший полнометражный фильм 2007 года
- Кинофестиваль лесбиянок и геев в Тампе — Лучший исполнитель мужской роли (Тревор Райт), 2007
- Кинофестиваль лесбиянок и геев в Тампе — Приз зрительских симпатий за лучшую операторскую работу (Джозеф Уайт), 2007 год
- Международный киновестиваль геев и лесбиянок в Филадельфии — Специальный приз режиссёрам-дебютантам (Йон Марковиц), 2007 год
- Фестиваль «OUT TAKES» в Далласе — Лучший фильм, 2007 год
- Квир-кинофестиваль в Мельбурне — Приз зрительских симпатий за лучший полнометражный фильм 2007 года

## Саундтрек
Саундтрек к фильму вышел в 2008 году и включает следующие композиции:
1. Goin' Home
2. I Like That
3. No Way Home
4. Pirate Sounds
5. Teenage Romanticide
6. Look For Love
7. Darkness Descends
8. Vaporizer
9. What Do You Believe In
10. Trying
11. Gimmie Clam
12. Break
13. Reflection
14. Lie to Me
15. Time to Time
16. More Than This
17. Long Way Home
18. Remember to Forget
19. Cool of Morning

## Критика
Фильм получил положительные отзывы кинокритиков. На сайте Rotten Tomatoes фильм имеет рейтинг 58 % на основе 19 рецензий со средним баллом 5,7 из 10. На сайте Metacritic фильм имеет оценку 66 из 100 на основе 11 рецензий критиков, что соответствует статусу «в целом положительные отзывы».